# Christoph Schmidt-Phiseldeck
Pour les articles homonymes, voir Schmidt.
Christoph Schmidt dit Phiseldeck (1740-1801) est un historien allemand.

## Biographie
Né à Northeim (Goettingue), il enseigne l'histoire et le droit public à Brunswick, puis est nommé à la tête des archives de Wolfenbuttel.
Il est le père de Konrad von Schmidt-Phiseldeck.

## Œuvres
Ayant passé plusieurs années en Russie, il a laissé des ouvrages sur l'histoire de ce pays, dont : 
- Histoire de Russie, Riga, 1773 ;
- Matériaux pour l'histoire de Russie depuis Pierre Ier, 1777.